# Virelai
Virelai je francoska srednjeveška pesemska in glasbena oblika. V pesniškem smislu je ena od treh formes fixes - oblik z ustaljenim verzom (poleg ballate in rondoja) in je bila v evropskem prostoru najpogosteje uglasbljena pesniška shema med 13. in 15. stoletjem. Ime virelai izhaja iz francoskega virer = obrniti in srednjeveške glasbene oblike lai.
Pri virelaju ima vsaka stanca dve rimi, končna rima se pojavlja kot začetna rima naslednjege stance. Glasbena struktura je skoraj brez izjem A-b-b-a-A, pri čemer ima pevski part prve in zadnje sekcije isto besedilo. V tej shemi je enak italijanski ballati. Prva stanza se imenuje estribillo, naslednji dve: mudanza, četrta pa je vuelta. Eden najpomembnejših skladateljev virelaja je Guillaume de Machaut (1300–1377), ki je zanje spisal tudi besedila. Od njegove zapuščine se je ohranilo 33 skladb te oblike. 
Med prve skladateljev virelaja šteje Jehannot de l'Escurel († 1304), med zadnje pa Guillaume Dufay (okrog 1400–1474). V prvi polovici 15. stoletja se je pesniška oblika odmaknila od glasbene, napisane so bile sicer številne tovrstne pesmi (kot tudi ballate ali rondoji), ki pa niso bile namenjene uglasbitvam oz. njihov glasbeni zapis ni ohranjen.